# 1813
Промислова революція •  Російська імперія • Наполеонівські війни

## Геополітична ситуація
У Росії царює імператор Олександр I (до 1825). Російській імперії належить більша частина України, значна частина Польщі, Грузія, частина Закавказзя, Фінляндія. Україну розділено між двома державами. Королівство Галичини та Володимирії належить Австрії. Правобережжя, Лівобережжя та Крим — Російській імперії. Задунайська Січ існує під протекторатом Османської імперії.
В Османській імперії править султан Махмуд II (до 1839). Під владою османів перебувають Близький Схід та Єгипет, Середземноморське узбережжя Північної Африки, частина Закавказзя, значні території в Європі: Греція, Болгарія і Сербія. Васалами османів є Волощина та Молдова.
Австрійську імперію очолює Франц II (до 1835). Вона охоплює, крім власне австрійських земель, Угорщину з Хорватією, Трансильванію, Богемію. Рейнський союз, в який об'єдналася частина колишніх імперських земель, розпався. Король Пруссії — Фрідріх-Вільгельм III (до 1840). Баварське королівство очолює Максиміліан I (до 1825).
Першу французьку імперію очолює Наполеон I (до 1814). Франція має колонії в Карибському басейні, Південній Америці та Індії. Іспанією править Жозеф Бонапарт (до 1814). Королівству Іспанія належать Нова Іспанія, Нова Гранада, Віцекоролівство Перу, Внутрішні провінції та Віцекоролівство Ріо-де-ла-Плата в Америці, Філіппіни. Повсюди в Латинській Америці триває національно-визвольна боротьба. У Португалії королює Марія I (до 1816), але португальська столиця через французьку загрозу перемістилася в Ріо-де-Жанейро. Португалія має володіння в Бразилії, в Африці, в Індії, в Індійському океані й Індонезії. На троні Великої Британії сидить Георг III (до 1820). Через психічну хворобу короля, триває Епоха Регентства. Британія має колонії в Північній Америці, на Карибах та в Індії.
Сполучені Штати Америки займають територію частини колишніх британських колоній та купленої у Франції Луїзіани. Посаду президента США обіймає Джеймс Медісон. Територія на півночі північноамериканського континенту належить Великій Британії, вона розділена на Нижню Канаду та Верхню Канаду, територія на півдні та заході континенту належить Іспанії.
Король Данії та Норвегії — Фредерік VII (до 1863), на шведському троні сидить Карл XIII (до 1818).
В Ірані при владі Каджари. Британська Ост-Індійська компанія контролює значну частину Індостану. Усе ще зберігає могутність Імперія Маратха. У Пенджабі існує Сикхська держава. У Бірмі править династія Конбаун, у В'єтнамі — династія Нгуєн. У Китаї володарює Династія Цін. У Японії триває період Едо.

## Події

### В Україні
- Відкрито карантинну контору в Ізмаїлі, яка стала початком Ізмаїльського морського порту.

### У світі
- Війна шостої коаліції:

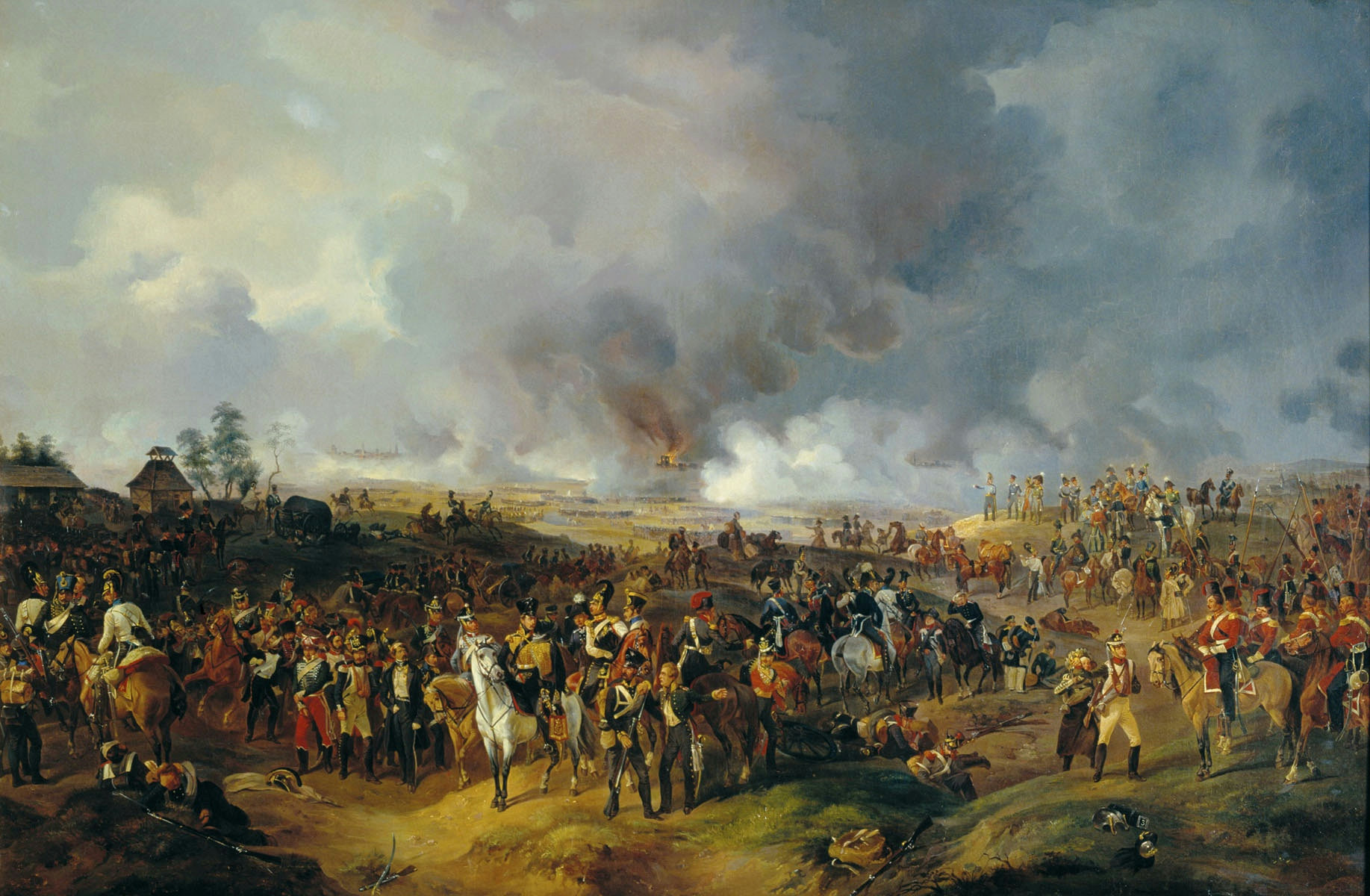
Олександр Зауервейд. 16—19 жовтня: Битва під Лейпцигом

  - 4 березня французькі війська покинули Берлін, що дозволило росіянам без бою увійти до міста.
  - 17 березня Пруссія оголосила війну Франції й запровадила військову нагороду Залізний хрест.
  - 2 травня війська Наполеона завдали поразки російсько-німецькому союзу в битві під Лютценом.
  - 20-21 травня війська Наполеона знову завдали поразки союзникам у битві під Бауценом.
  - 12 серпня Австрія оголосила війну Франції.
  - 23 серпня прусько-шведські війська перемогли французів біля Гросберена.
  - 26 серпня російсько-прусські війська виграли битву на річці Кацбах.
  - 26-27 серпня війська Наполеона виграли Дрезденську битву, але союзники зуміли відвести свої сили.
  - 29-30 серпня союзні війська розгромили корпус генерала Вандама у битві під Кульмом.
  - 6 вересня пруссько-російські війська виграли битву при Денневіці, зупинивши наступ Наполеона на Берлін.
  - 17 вересня французи програли другу битву під Кульмом і змушені були відступити до Лейпцига.
  - 16-19 жовтня відбулася битва під Лейпцигом, в якій союзні війська завдали поразки армії Наполеона.
- Піренейська війна:
  - 21 червня англо-іспансько-португальські сили під командуванням Веллінгтона завдали поразки війську Жозефа Бонапарта у битві при Віторії.
  - 31 серпня іспанці виграли битву при Марсіалі й змусили повернути назад французькі війська під командуванням маршала Сульта. Місто Сан-Себастьян згоріло дотла.
- Війна за незалежність Аргентини:
  - 31 січня в Буенос-Айресі утворена Асамблея XIII року.
  - 3 лютого Хосе де Сан-Мартін із полком кавалерійських гренадерів здобув перемогу над роялістами в битві при Сан-Лоренцо.
- Мексиканська війна за незалежність:
  - У квітні повстанці взяли Акапулько.
  - 6 листопада повстанці прийняли «Урочистий акт Декларації незалежності Північної Америки».
- Упродовж року в Північній Америці тривала війна 12 року між США та Британією.
- 4 березня Джеймс Медісон розпочав свій другий термін на посаді президента США.
- 4 березня Кирило VI став патріархом Констанстинопольським.
- 24 жовтня Російська імперія підписала з Персією Ґюлістанський мирний договір, який завершив війну між двома країнами. Згідно з цим договором до Російської імперії були включені Дагестан, Грузія, Імеретія, Гурія, Мінгрелія, Абхазія й кілька закавказьких ханств (Дербентське, Бакинське, Карабаське й інші).
- 21 листопада в Нідерландах відновилося самостійне правління - утворилося Суверенне князівство Об'єднаних Нідерландів.
- У Китаї почалося повстання секти Небесного розуму
- Заснована Вільна Держава Антіокія (1813—1816)
- Постала Друга Венесуельська республіка (1813—1814)
- Зникла Бонапартистська Іспанія
- Припинив існування французький Мальтійський протекторат, натомість Мальта стала колонією Британської корони.
- Зникло Велике герцогство Франкфурт

### Наука
- Сімеон-Дені Пуассон опублікував рівняння Пуассона.
- Клод Анрі де Сен-Сімон опублікував «Соціальну фізіологію».
- Луї Жак Тенар почав публікацію «Трактату елементарної хімії, теоретичної та практичної».
- Медаль Коплі отримав хімік Вільям Томас Бренд за повідомлення стосовно алкоголю, що міститься в ферментованих спиртних напоях.

### Культура
- Джейн Остін опублікувала анонімно «Гордість і упередження».
- У Лондоні організовано Королівське філармонійне товариство.
- Уперше згадується німецька національна картярська гра скат.
- Людвіг ван Бетховен написав симфонію № 7.
- Чарлз Вотертон розпочав перетворення свого помістя в перший у світі заповідник.

## Народились
Дивись також Категорія:Народились 1813
- 14 лютого — Даргомижський Олександр Сергійович, російський композитор, один з основоположників російської класичної музики.
- 19 березня — Девід Лівінгстон, шотландський місіонер і дослідник Африки (відкрив для європейців водоспад Вікторія).
- 5 травня — Сьорен К'єркегор, данський теолог і філософ, основоположник екзистенціалізму.
- 22 травня — Ріхард Вагнер, німецький композитор.
- 12 липня — Клод Бернар, французький медик, дослідник процесів внутрішньої секреції, засновник ендокринології.
- 13 липня — Феофіл ван Гансен, австрійський архітектор данського походження, відомий своїми неокласичними проєктами у Відні та Афінах

## Померли
Дивись також Категорія:Померли 1813
- 28 квітня (16 квітня — за старим стилем) — Кутузов Михайло Ілларіонович, російський генерал-фельдмаршал, дипломат і світлійший князь.